# Marc Constantin Fraissinet
Pour les articles homonymes, voir Fraissinet.
Marc Constantin Fraissinet, né le 1er septembre 1787 à Marseille où il est mort le 27 janvier 1866, est un armateur et homme politique français.

## Biographie
Issu d'une famille protestante originaire du Languedoc, fils de Jean Marc Fraissinet, courtier royal de commerce, et de d'Anne Bellard, Marc Constantin Fraissinet fait ses études au collège de Sorèze, dans le Tarn puis prend la suite de son père en 1817 comme courtier de commerce. Devenu en 1834, assureur maritime, il fonde en 1836 à Marseille la compagnie qui porte son nom, qui devient en 1853, la Compagnie marseillaise de navigation à vapeur. Cette compagnie desservira les ports d'Alger (1854), Naples (1860), Bombay, Malte ou encore Port-Saïd (1870). En 1870, un de ses navires, l'Asie est le premier à franchir le canal de Suez et, en 1874, la Compagnie obtient le service postal pour la Corse avant de l'obtenir en 1879 pour l'Afrique de l'ouest et le Congo. Elle cesse ses activités en 1968, durement éprouvée par les pertes liées à la Seconde Guerre mondiale et son dernier bâtiment, le pétrolier Alfred-Fraissinet est retiré en 1974.
Conseiller municipal de Marseille, adjoint au maire, membre de la chambre de commerce et d’industrie de la ville, il prend part en 1846 à la fondation d’un asile pour les protestants pauvres, le futur hôpital Ambroise-Paré et se montre très actif et dévoué lors de l'épidémie de choléra qui touche la ville.
Il est fait chevalier de la Légion d'honneur le 30 mai 1832.
Il est le père de Adolphe Fraissinet.
Dans le roman de Michel Verne, L'Étonnante Aventure de la mission Barsac (partie 1, chapitre II), paru sous le nom de son père Jules Verne à titre posthume en 1919, ainsi que dans l'esquisse de ce roman par Jules Verne, Voyage d'études (chapitre I), le Touat est un navire de la compagnie « Frayssinet » (sic).